# 최환
최환(崔桓, 1943년 4월 20일 ~ )은 제36대 서울지방검찰청 검사장, 제6대 대전고등검찰청 검사장, 제10대 부산고등검찰청 검사장을 역임한 법조인이다. 서울지방검사장으로 재직하였을 때 전두환, 노태우 전직 대통령을 구속기소하도록 지휘하였다. 서울지방검찰청 공안부장으로 재직하였을 당시 박종철 고문치사 사건이 발생하자 거센 외압에 굴하지 않고 박종철 열사의 시신에 대한 부검을 관철시켜 경찰의 고문치사가 사인임을 밝혀내 진상을 규명하는데 중요한 역할을 했다.

## 생애
본적은 충청북도 영동군이고, 철도공무원인 아버지를 따라 경북 구미에서 국민학교를 다닌 후, 1958년 군산중학교, 1961년 전주고등학교, 1965년 서울대학교 문리과대학 정치학과를 각각 졸업하였으며 대학 재학 중 한일회담 반대운동(학생운동 6.3세대)에 참여하였다. 1966년 제6회 사법시험에 합격한 후 서울대학교 사법대학원을 거쳐 1968년 육군 법무관으로 병역을 마쳤다.
1971년 전역 후 검사로 부산지방검찰청, 서울지방검찰청 인천지청, 서울지방검찰청, 대전지방검찰청 등에서 근무하였다. 대전지검 근무 시절인 1980년 8월 상부의 파견 명령으로 국가보위입법회의 내무위원으로 차출되어 교통사고처리특례법, 연좌제 폐지 등에 관여했으며, 1981~1982년 인사이동으로 대검찰청 형사과장으로 근무하였고, 1983년 대검찰청 공안과장으로 발령받아 검찰내 공안 분야 보직을 처음 담당하게 되었으며, 1985년 미문화원방화사건 법정소요 사태 등을 계기로 벌어진 인사이동으로 서울지방검찰청 공안부장으로 보임되었다.
서울지방검찰청 공안부장검사로 재직하였을 때 박종철 고문사건의 진상을 밝히는 중요한 역할을 했다. 1987년 1월 14일 저녁 최환 부장검사가 홀로 근무하고 있는 부장검사실에 대공 경찰관 2명이 찾아와 경찰 조사 중이던 대학생이 변사했다는 발생 보고를 하면서 사망원인은 심장마비 급사이고 유족도 화장에 동의했으니 시신을 바로 인도하여 화장할 수 있게 지휘해 달라고 요청했다. 그러나 경찰의 '고문치사' 가능성을 직감한 최 부장검사는 "두 분도 학교다니는 아이들이 있겠지요. 세상의 어느 부모가 서울로 유학보낸 자녀가 사망했다는데 그 자녀의 얼굴조차 보지 않고 바로 화장하겠다고 나서겠습니까? 화장이든 매장이든 그 전에 부모가 마지막으로 얼굴이라도 보아야 하지 않겠습니까? 처지를 바꾸어 생각해 보세요."라고 반박하고 이어 경찰이 원하는 화장을 허락하라고 빗발치는 청와대, 안기부, 검찰 내부 등 여러 압력 전화들에 굴하지 않고 경찰의 요청을 끝내 거부하였다. 그리고 경찰에 '사체보존명령'을 내려 시신이 훼손되지 못하게 한 후, 용산경찰서장 명의로 정식으로 변사사건 발생 보고 및 지휘건의를 하도록 지휘하였다. 그 다음 날 휘하에 배속된 형사부 소속 안상수 검사를 부검 장소인 한양대학교 병원으로 보내어 사망원인을 규명하기 위한 부검을 지휘하였다. 최 부장검사의 부검 지휘가 있었음에도 불구하고 이를 거부하던 강민창 치안본부장과 전화로 1시간 이상 논쟁을 벌이면서 "경찰이 치안본부장의 명령에 따라 집단적으로 부검을 거부하면서 계속 시신을 내어 놓지 않으면 공무집행방해죄의 현행범으로 치안본부장을 체포하겠다"는 취지로 끈질기게 설득한 노력 덕분에 한양대학교병원에서 박종철 열사의 시신에 대한 부검이 황적준 박사의 집도에 따라 이루어질 수 있었다.
이 부검으로 인하여 박종철 열사가 치안본부가 당초 언론에 밝혔던 것처럼 '탁 치니 억' 하고 심장마비로 죽은 것이 아니라 대공 수사당국의 물고문 도중 질식사한 것이라는 사실이 만천하에 드러나게 되었다. 온갖 압력을 물리치고 박종철 열사의 시신을 확보하여 부검을 관철시킬 수 있었던 연유로 다른 의문사들과 달리 명백한 '고문치사' 사망원인이 규명됨으로써 역사의 분수령이 된 박종철 고문치사사건이 은폐되지 않도록 막았다는 평가를 받는다. 최 부장검사는 천신만고 끝에 부검을 관철하여 사망원인을 규명했으나, 이후 고문치사 경찰관들에 대한 검찰 수사 단계에 이르러 철저히 수사하겠다는 최 부장검사의 의지와 달리 상부의 지시에 의해 최 부장검사가 제외되고 다른 부서를 중심으로 검찰수사팀이 구성됨으로써 정착 고문경찰관들에 대한 수사단계에서는 최 부장검사가 배제되었음이 2차례에 걸친 정부의 과거사 조사 결과 밝혀지기도 했다.
1988년 서울지검 남부지청 차장검사를 거쳐 1989년 대구지검 차장검사를 역임했는데, 이 시기에 수질오염 수사의 효시인 대구 '낙동강 페놀 유출 사건'이 발생되자 검찰 수사를 통해 하루 만에 두산전자의 페놀 유출을 밝혀내 처벌했다.
1992~1993년 서울지방검찰청 남부지청 지청장으로 근무하면서 조직폭력배(일명 '용팔이')를 동원해 1987년 통일민주당 창당을 방해했던 배후가 장세동 전 안기부장임을 밝혀내고 장 전 안기부장을 구속기소하였다.
김영삼 대통령이 집권한 이후 1993년 검사장(대검찰청 공안부장)이 되었고, 1994~1995년 법무부 검찰국장으로서 광복50주년 기념 '일반사면(대사면)' 실무를 총괄했다.
1995년 9월 17일 서울지방검찰청 검사장에 보임되어 1997년 1월까지 재직하는 동안 5.18.민주화운동 및 12.12.사태의 주범인 전두환, 노태우 전 대통령들을 수사하는 특별수사본부를 서울지검내에 설치한 후, 두 전직 대통령들을 구속기소하고 관련자들을 엄단함으로써 헌정중단과 부정비리에 대한 형사처벌을 진두지휘하였다.
1999년 부산고등검찰청 검사장을 끝으로 공직에서 물러난 후 6.25.전쟁 당시 양민피해 사례인 '노근리 사건’의 정부조사단 자문위원으로 활동하면서 미국 클린턴 미국 대통령의 공식사과를 이끌어내는데 크게 기여하였다. 이후 2000년 제16대 국회의원 선거에서 자유민주연합 후보로 대전광역시 대덕구 선거구에 출마하였으나 낙선하였다.
공직 퇴임 후에는 종래 법조관행과 달리 로펌에 들어가지 않았고, 이른 바 '전관예우'에 따른 영리를 추구하지 않았음이 인정되어 2013년 서울지방변호사회장이 주최한 '전관예우 타파를 위한 서울지방변호사회 정책세미나'에서 좌장을 맡았고, 2013년 5월 변호사회 회보에 퇴임 고위공직자의 모범사례로 "전관예우는 스스로의 발등을 찍는 일 - 나눔과 상생을 실천해야" 제목의 특별취재 대상이 된 바 있다. 또한 사단법인 한국언론사협회가 주최하고 시정일보, 뉴미디어코리아 등 협회 회원사가 공동 주관하는 2013년 국제평화언론대상에서 "국민의 권익보호를 위해 국민의 법률적 보호를 통한 사회적 역할을 충실히 이행했다"며 대민봉사에 기여한 공로를 인정하여 대민봉사대상을 수상했다.
한편, 전, 노 두 전직 대통령들을 구속기소했던 5.18. 수사책임자로서 5.18.의 역사적 진실을 왜곡하는 북한침투설 등이 허구임을 증언하고, 5.18.이 지니는 인권과 민주주의의 가치, 화해와 상생의 협력을 강조함으로써 2017년 광주시로부터 '명예광주시민'으로 선정되었고, 5.18 진상규명을 위한 조사위원회 상임위원 후보로 거론되기도 하였다.

## 경력
- 1968년 ~ 1971년 육군 법무관 (대위)[29]
- 1971년 서울지방검찰청 검사
- 1974년 서울지방검찰청 검사
- 1974년 인천지방검찰청 검사
- 1975년 서울지방검찰청 검사
- 1978년 대전지방검찰청 검사
- 1980년 8월 국가보위비상대책위원회 내무위원
- 1981년 1월 대검찰청 형사2과장
- 1982년 대검찰청 형사1과장
- 1983년 대검찰청 공안과장
- 1985년 서울지방검찰청 공안부장
- 1986년 서울지방검찰청 공안2부장
- 1987년 서울지방검찰청 공안1부장
- 1988년 서울지방검찰청 남부지청 차장검사
- 1990년 대구지방검찰청 차장검사
- 1991년 서울지방검찰청 제1차장검사
- 1992년 8월 6일 ~ 1993년 3월 22일 제16대 서울지방검찰청 남부지청 지청장
- 1993년 3월 ~ 1994년 제13대 대검찰청 공안부장
- 1994년 법무부 검찰국장
- 1995년 9월 20일 ~ 1997년 1월 22일 제36대서울지방검찰청 검사장
- 1997년 대검찰청 총무부장
- 1997년 8월 11일 ~ 1998년 3월 18일 제6대 대전고등검찰청 검사장
- 1998년 3월 19일 ~1999년 6월 2일 제10대 부산고등검찰청 검사장
- 1999년 6월 서울시 변호사 개업
- 2018년 8월 우석대학교 석좌교수

## 수훈
- 1997년 황조근정훈장
- 2007년 율곡인권상
- 2013년 국제평화언론대상 대민봉사대상
- 2017년 명예 광주시민 선정 (광주시장)

## 관련 영화
- 2017년 《1987》 - 배우 하정우[30]